# Il risveglio del dinosauro
Il risveglio del dinosauro (The Beast from 20,000 Fathoms) è un film di fantascienza statunitense del 1953, diretto da Eugène Lourié, liberamente ispirato al racconto La sirena da nebbia (The Fog Horn, 1951) di Ray Bradbury.
Il film – che si avvale degli effetti speciali in stop-motion di Ray Harryhausen – è considerato da molti un caposaldo del cinema di fantascienza ed è tra i primi film del filone dei "mostri preistorici in città", ispirando il personaggio nipponico del mostro Godzilla.
Il film inaugura la cosiddetta "Trilogia dei dinosauri" girata da Eugène Lourié: i due titoli che seguono sono Il drago degli abissi (1959) e Gorgo (1961).

## Trama

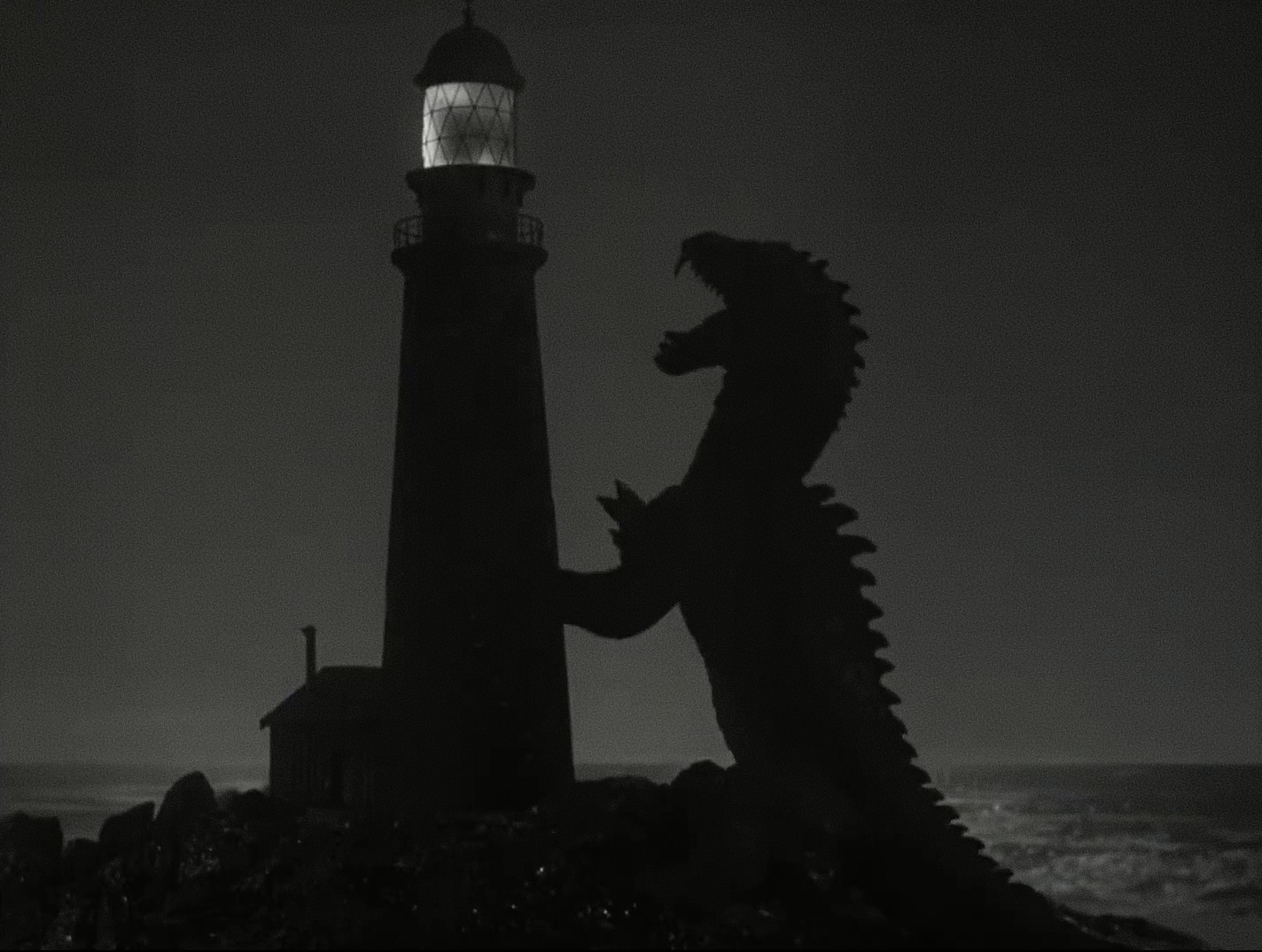
Il Rhedosaurus attacca un faro in una scena basata sul racconto La sirena di Ray Bradbury.

Mentre stazionano in una base situata al Polo Nord, dove si studiano gli effetti che le radiazioni nucleari producono sull'ambiente, lo scienziato Tom Nesbitt e un suo collega vengono attaccati brutalmente da un misterioso Rhedosaurus, che si è risvegliato dal suo sonno millenario proprio a causa dell'effetto dello scoppio di un ordigno nucleare.
Durante la lotta con il mostro il suo collega perde la vita, ma Tom riesce a salvarsi, e viene in seguito trasportato a New York, dove però nessuno gli crede allorquando egli narra degli accadimenti di cui è stato protagonista, poiché essi paiono totalmente inverosimili. Tom contatta quindi un eminente paleontologo, il professor Thurgood Elson, ma nemmeno questi crede alla sua storia. Diversamente vanno le cose con la bella assistente di quest'ultimo, Lee Hunter, che invece non solo crede alle affermazioni di Tom, ma si innamora anche di lui.
Tom incontra successivamente un altro testimone, molto attendibile, è così riesce finalmente a convincere l'esercito e il professor Elson dell'esistenza della terribile creatura preistorica. Calatosi con l'ausilio di una sorta di sonda marina all'interno della sua tana, il paleontologo riesce a confermare l'esistenza del mostro poco prima di essere ucciso dal medesimo. Poco dopo, il Rhedosaurus irrompe a New York dove, tra il fuggi fuggi generale, distrugge, uccide e divora tutto ciò che incontra.
Nulla sembra poter fermare la spaventosa creatura, che si dimostra ferocissima, invulnerabile alle armi convenzionali, e che si scopre anche essere portatrice di una terribile e sconosciuta febbre. Tom però riesce ad avere l'intuizione giusta: un colpo "radioattivo" direzionato proprio su una ferita precedentemente causata dal proiettile sparato da un bazooka metterà fine alla furia primordiale del gigantesco dinosauro, e l'intera umanità tirerà un sospiro di sollievo, conscia dello scampato pericolo.

## IlRhedosaurus
Il Rhedosaurus (nome pseudoscientifico per un sauro inventato) è un enorme dinosauro carnivoro e quadrupede di colore verde, con un lungo collo, ma con zampe e denti più simili a quelli di un varano, tanto che i marinai che lo avvistano di notte lo scambiano per un serpente. A quanto pare il suo sangue è composto in minima parte da batteri che causano una febbre sconosciuta. Sembrerebbe un progenitore dei sauropodi, ma il suo aspetto ricorda vagamente le primissime ricostruzioni del Megalosaurus. Nel film Il pianeta dei dinosauri è più piccolo e di colore arancio. 
Il Rhedosaurus, rimasto imprigionato tra i ghiacci del Polo Nord, si libera e raggiunge New York a nuoto. Durante il viaggio affonda delle navi e abbatte un faro. A New York distrugge palazzi per poi uccidere alcuni soldati dell'esercito con i suoi virus. Morirà prendendo fuoco in un luna park.

## Produzione
(Fantafilm)

## Accoglienza
La pellicola, considerata da molti un caposaldo del cinema di fantascienza, è tra i primi film del filone "mostri preistorici in città", anche se questo aspetto è molto meno presente rispetto al suo predecessore King Kong (1933), e anche se il regista non lo dà molto a vedere, le "sofferenze" della creatura in città sono quasi sempre in primo piano. Premiato dal pubblico (il film costò circa 200000 $ e ne incassò 5 milioni), e meno dalla critica, il film è stato comunque il "trampolino" di partenza per il regista di effetti speciali Ray Harryhausen. Il trailer venne girato dallo stesso Harryhausen.
Secondo Fantafilm, "nonostante sia un film fatto in economia riscosse un buon successo. I trucchi di Harryhausen non sono dei migliori, ma si inseriscono dignitosamente nella tradizione del suo maestro O'Brien."

## Influenza culturale
- Il film ha ispirato il personaggio nipponico del mostro Godzilla[4].
- Il Rhedosaurus appare anche nel film Il pianeta dei dinosauri (1978), dove tenterà di divorare uno dei protagonisti per essere poi divorato a sua volta da un Tyrannosaurus rex.
- Un dinosauro simile al Rhedosaurus compare nel film del 1970 Quando i dinosauri si mordevano la coda.
- Nel film peplum italiano Maciste contro i mostri Maciste combatte e uccide una creatura simile al Rhedosaurus, ma di dimensioni inferiori rispetto alla creatura del film originale.